# Château de Joserand
Le château de Joserand est un édifice situé dans la commune de Jozerand (Puy-de-Dôme). Ce château de la fin du XVe siècle a été fortement remanié au XIXe siècle après son acquisition en 1845 par Amédée de Chabrol-Tournoëlle, neveu de Gaspard de Chabrol, préfet de la Seine, député du Puy-de-Dôme.

## Localisation
Le château est situé dans un parc à la limite sud-ouest du bourg de Jozerand, à l'ouest de la rue principale qui le sépare du centre du bourg (église, mairie). Il domine le vallon du ruisseau des Coinches, affluent de la Morge. Du château, situé sur les premières hauteurs de la Combraille auvergnate, la vue s'étend largement au sud, de la chaîne des Puys à droite à la plaine de Limagne à gauche.

## Description
Le château de Joserand comporte deux ailes en L : l'aile ouest du XVe siècle, fortement remaniée au XIXe siècle, et l'aile nord du XVIe siècle. Elles encadrent une cour d'honneur délimitée au sud et à l'est par les anciennes courtines médiévales dont il ne reste que le bas des murs. À la jonction des deux ailes mais en forte saillie par rapport à l'angle, une tour octogonale abrite un escalier en vis, accès principal aux étages ; construite en calcaire blanc qui tranche avec l'ocre des façades, elle comporte des éléments de décor néo-renaissance.

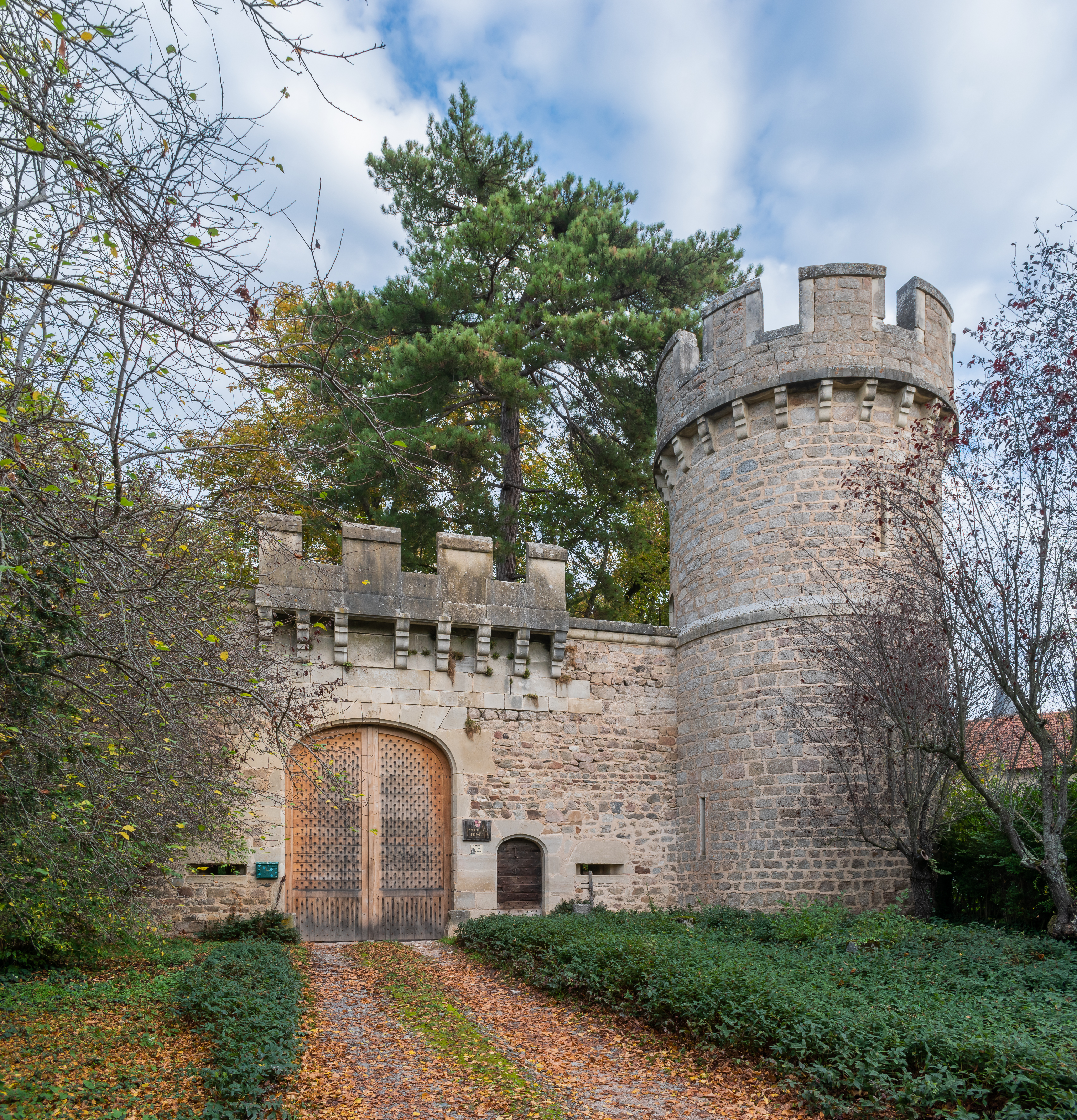
Portail d'entrée du parc, dans le style troubadour.

Le parc est un parc à l'anglaise ; il a été dessiné par Paul de Lavenne de Choulot, architecte paysager qui est l'auteur de nombreux parcs de châteaux dans la région et partout en France. Le portail de l'ancienne courtine a été remonté à l'entrée du parc, surmonté de merlons et flanqué d'une tourelle circulaire dans le style troubadour, comme on peut le voir aussi, non loin de là, au château de Veauce. Des éléments sculptés provenant de l'ancien palais ducal de Riom, achetés par le comte de Chabrol, notamment une porte et une balustrade, ont été remontés dans le parc.
Les communs, au nord-est du domaine, sont constitués de deux bâtiments parallèles où domine la brique.

## Historique
Au XIIe siècle, la terre de Joserand appartient à une famille qui en porte le nom. Après le siège de Tournoël (décembre 1213) et l'annexion de la plus grande partie de l'Auvergne au domaine royal, Philippe-Auguste récompense Guy II de Dampierre qui a conduit l'armée royale au succès ; Guy de Dampierre, qui a épousé en 1196 Mathilde de Bourbon, dame de Bourbon, meurt en 1216. Leur fils aîné, Archambaud VIII de Bourbon, devient sire de Bourbon à la mort de sa mère en 1218 ; il jouit de la faveur du roi, qui lui donne la seigneurie de Joserand. Cette seigneurie va passer ensuite entre les mains de diverses maisons féodales : maison de Beaujeu dès 1221, maison de Dreux de 1292 à 1345, maison de Ventadour, puis maison de Giac, enfin maison de La Queuille de 1480 à 1545.
C'est les La Queuille qui font édifier à la fin du XVe siècle l'aile occidentale du château. En 1545, Gilberte de La Queuille épouse Pierre de Rochefort, seigneur d'Ailly, et lui apporte Joserand. Les Rochefort d'Ailly font bâtir au XVIe siècle l'aile nord ; ils conservent Joserand jusqu'au milieu du XVIIIe siècle. En 1760, Étienne de Champflour, procureur général en la cour des aides de Clermont-Ferrand, fait l'acquisition de la seigneurie ; cette famille conserve le château jusque dans la première moitié du XIXe siècle.
En 1845, Amédée de Chabrol-Tournoëlle achète Joserand. Aussitôt, il en confie la restauration et l'aménagement à Félix Duban, architecte qui s'était illustré dans la restauration du château de Blois et de plusieurs châteaux privés. Cette intervention va prendre une quinzaine d'années, entre 1845 et 1860. La mission de Duban était de remettre en état un édifice devenu vétuste, de l'adapter au mode de vie de l'aristocratie à cette époque et de lui donner une apparence plus majestueuse dans un style néo-renaissance. Il devait aussi ouvrir la vue vers le sud et l'est, ce qu'il fit en supprimant un embryon d'aile qui s'appuyait au sud sur l'aile occidentale et les courtines qui bordaient la cour d'honneur au sud et à l'est, mais il conserva une grosse tour ronde découronnée qui se trouvait à la jonction des courtines sud et est.
Le château est resté jusqu'aujourd'hui dans la descendance d'Amédée de Chabrol-Tournoëlle, en passant par mariage à une branche de la famille de Rohan-Chabot.

## Protection
Le château a été inscrit comme monument historique en totalité, y compris ses décors intérieurs, par arrêté du 14 juin 2002. Cette inscription concerne en outre « l'enceinte extérieure avec ses courtines formant terrasses, ses tours, la porterie, les communs avec leur clôture, l'orangerie, la serre, les jardins avec leur système hydraulique ». De plus, des éléments provenant de l'ancien palais ducal de Riom (une porte, une balustrade et une rampe d'escalier), qui avaient été remontés dans le parc, ont fait l'objet d'un classement dès 1970 (arrêté du 15 avril 1970).